# 列島ドキュメント
列島ドキュメント（れっとうドキュメント）は、1991年5月28日から1993年5月27日までNHK総合で不定期に放送されていたドキュメンタリー番組。

## 放送リスト
| 放送日         | サブタイトル                                                      |
| -------------- | ----------------------------------------------------------------- |
| 1991年5月28日  | 村長はこうして決まった 津軽・西目屋村の選択                       |
| 1991年6月24日  | 一本釣りは生き餌で勝負 土佐カツオ船奮闘記                         |
| 1991年6月25日  | 農地争奪 消えゆくコメの村                                         |
| 1991年6月26日  | 光あるうちに 三浦綾子・その日々                                   |
| 1991年7月15日  | 越境酸性雨に挑む                                                  |
| 1991年7月16日  | サンゴの海が死んでいく 巻き貝・異常発生の謎                       |
| 1991年9月5日   | 富士山がかれる ゆう水メカニズム壊滅の危機                         |
| 1991年9月19日  | キムチと梅干しのあるホーム 特養ホームの在日一世たち               |
| 1991年11月18日 | イノシシに囲まれた村 老夫婦最後のとりで                           |
| 1991年11月19日 | 失われる古都の町並み 京都・景観論争のはざまで                     |
| 1992年3月10日  | 浜松ポンポン物語 本田宗一郎に挑んだ男たち                         |
| 1992年3月11日  | 12坪工場の主人（あるじ）たち                                      |
| 1992年7月15日  | 杉山無残 そして村は…                                              |
| 1992年9月30日  | 土佐・出稼ぎ林業士 都市の山を守る男たち                           |
| 1992年10月7日  | 夢のマイホームあげます 島根県弥栄村                               |
| 1992年10月19日 | そばの里 村は七人、猫一匹 北海道幌加内町新富                      |
| 1992年11月17日 | 1トンの神輿を担ぐ日                                               |
| 1992年11月18日 | 巨大マグロを追え 北海道・天売島                                   |
| 1992年12月21日 | 生命（いのち）わく干潟を撮る 長崎・諌早湾                         |
| 1992年12月22日 | 脱サラ農民夢の共和国                                              |
| 1992年12月23日 | 父ちゃんに届け!メリークリスマス 北海道・出稼ぎの町の冬物語        |
| 1993年3月31日  | 原野に託した夢 北海道に入植した長崎の若者の軌跡                   |
| 1993年4月1日   | 上々颱風・平成のレット・イット・ビー 新宿・在日アジア人コンサート |
| 1993年4月2日   | 港町診療日誌 カルテから見た外国人労働者                           |
| 1993年5月6日   | 忘れないでお父さんの国 アフリカから来た少年                       |
| 1993年5月13日  | 離島にいのちの輝きを見た 灰谷健次郎・島からの手紙                 |
| 1993年5月20日  | 不屈の出発 津軽三味線にかける青春                                 |
| 1993年5月27日  | ゆれる巨大漁港 水揚げ日本一・境港の素顔                           |